# Rozgrywki
Rozgrywki (ang. State of Play) – brytyjski 6-odcinkowy serial telewizyjny, wyemitowany w 2003 roku w telewizji BBC One (w Polsce w 2009 roku w TVP1).
Scenarzystą serialu jest Paul Abbot, reżyserem David Yates. W rolach głównych wystąpili: David Morrissey, John Simm, Kelly Macdonald, Polly Walker, Bill Nighy i James McAvoy. Rozgrywki opowiadają historię dziennikarskiego śledztwa w sprawie śmierci młodej kobiety, uwikłanej w romans z angielskim parlamentarzystą.
Serial został bardzo pozytywnie oceniony przez widzów i krytykę, otrzymał w 2004 roku 3 nagrody BAFTA (m.in. dla Billa Nighy za najlepszą rolę męską w serialu telewizyjnym) i kilkanaście innych wyróżnień. Na jego podstawie powstał w 2009 roku hollywoodzki film kinowy, w Polsce wyświetlany pod tytułem Stan gry.